# Grüner Campus Malchow
Der Grüne Campus Malchow (kurz: GCM) ist die erste Berliner Gemeinschaftsschule mit gymnasialer Oberstufe im Bezirk Lichtenberg.
Der GCM besteht aus sechs Gebäudekomplexen. Im Ortsteil Malchow in der Malchower Chaussee 2 befinden sich die zwei Hauptgebäude (HG A und HG B) mit dem JÜL Grundschulbereich (Klassenstufen 1–3). Vier weitere Schulgebäuden (Fontane-Gebäude I–IV) sind in der Doberaner Straße 53–58 angesiedelt, mit dem Grundschulbereich (Klassenstufen 4–6) und dem Oberschulbereich (Klassenstufen 7–13). Der neue modulare Ergänzungsbau (Fontane-Gebäude IV) wurde 2024 in Betrieb genommen.

## Aufteilung der Gebäude

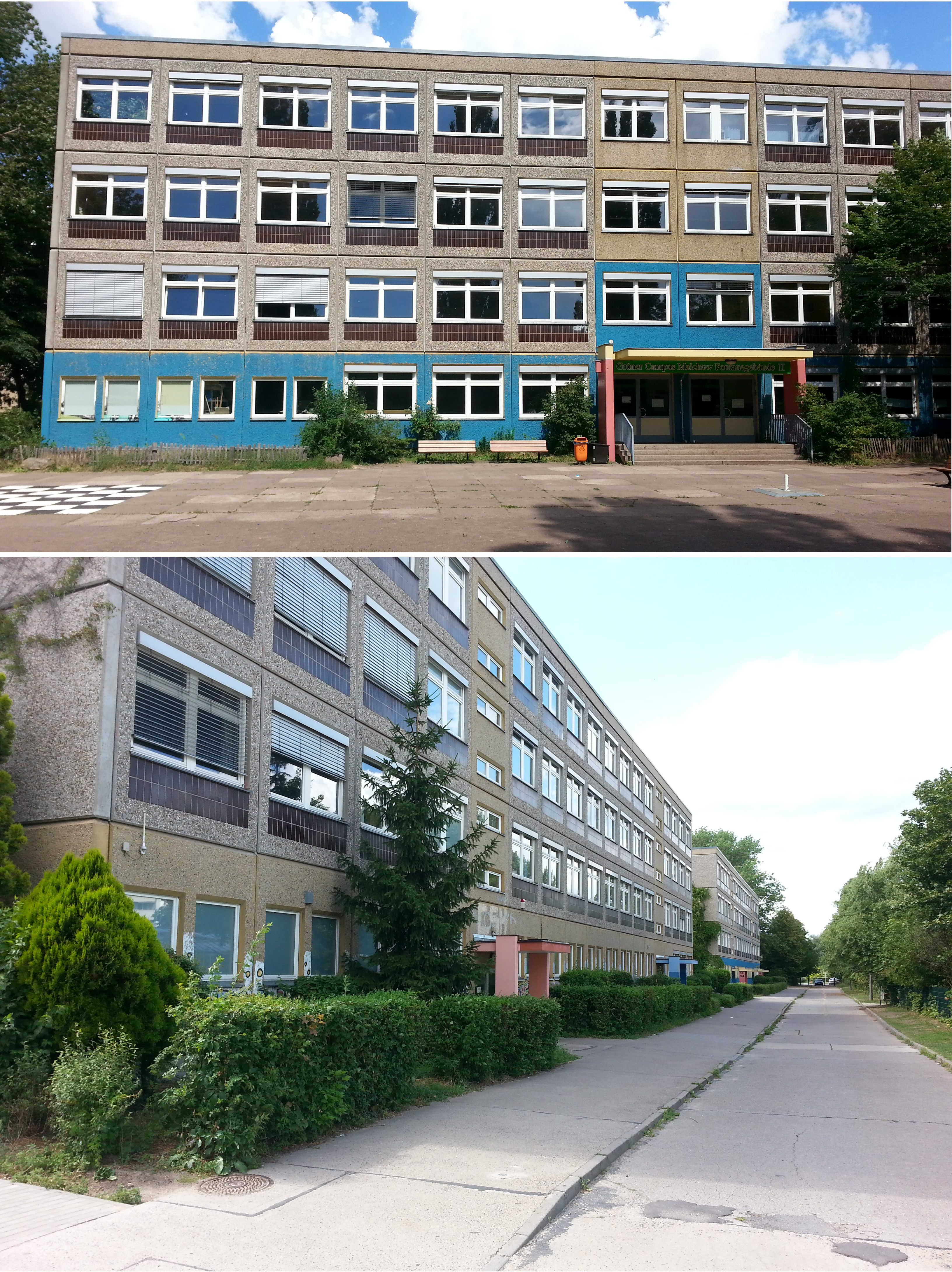
Fontanegebäude II (oben), Doberaner Straße (unten)

Im Grundschulbereich am Malchower See werden die Klassen 1–3 gemeinsam unterrichtet (Jahrgangsübergreifender Unterricht – JÜL). Auf dem Gelände befindet sich auch der Kinderbauernhof Knirpsenfarm mit typischen Haus- und Bauernhoftieren, der auch Besuchern offensteht. Die Schulleitung hat für jede Klasse zweimal im Jahr einen Bauernhoftag eingeführt, wobei die Schüler die Ställe putzen und ausmisten, sowie die Tiere füttern können.
Im Fontane-Gebäude I (kurz: FG I) in Neu-Hohenschönhausen werden die 4.–6. Klassen unterrichtet, in den Fontane-Gebäuden II–IV (FG II–IV) findet der Unterricht für die Sekundarstufe I und Sekundarstufe II (Klassen 7–13) statt.
Im Jahr 2015 wurde mit der 11. Klasse die Sekundarstufe II ausgebaut und somit die gymnasiale Oberstufe angefangen.
Im Februar 2024 wurde in der Doberaner Straße ein modularer Ergänzungsbau mit 330 neuen Schulplätzen in Betrieb genommen. Das viergeschossige Schulgebäude umfasst 22 Unterrichtsräume, 11 Teilungsräume für Gruppen- oder Einzelarbeit und eine Mensa mit 100 Sitzplätzen.

## Schulprofil

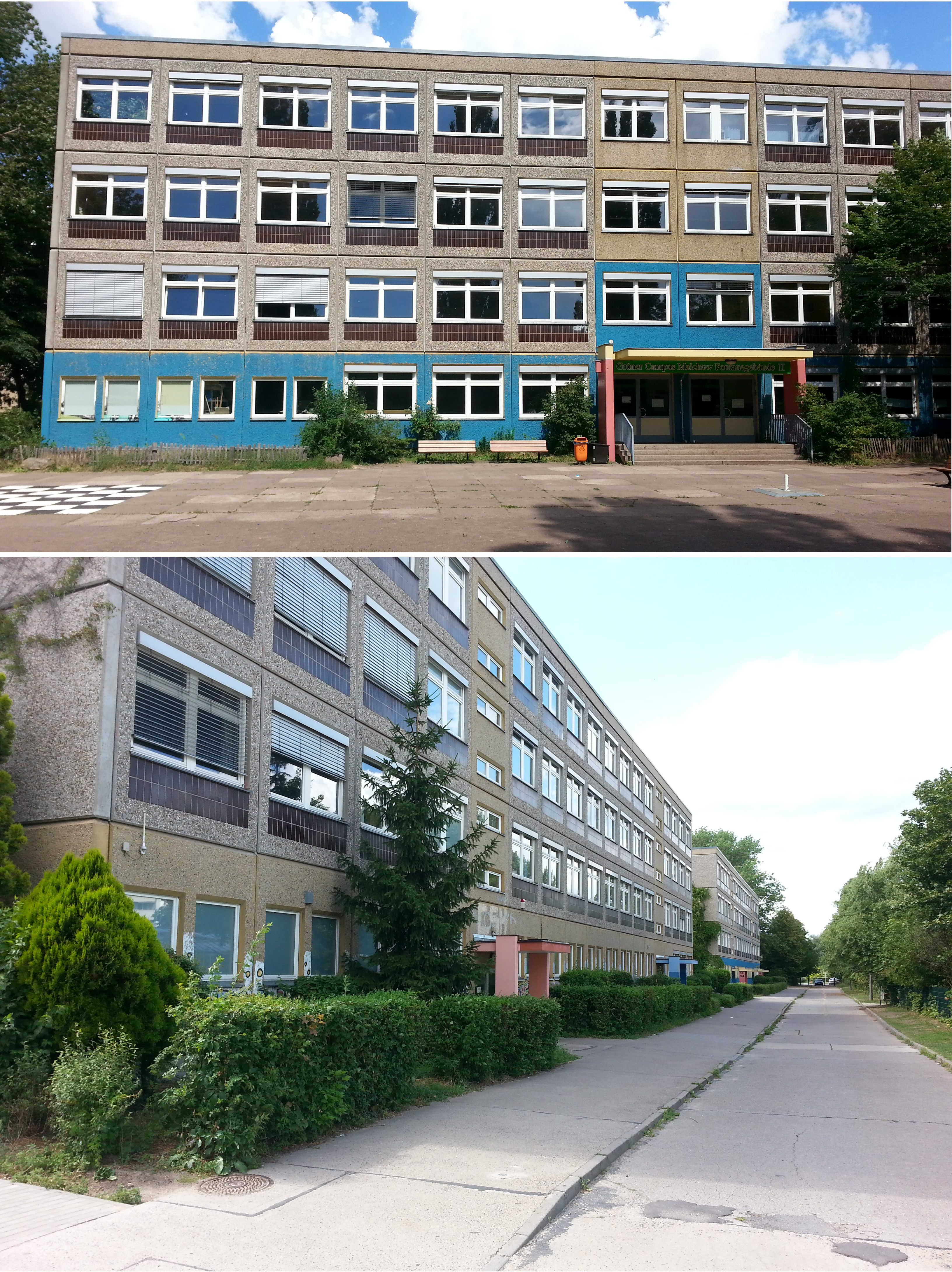
Fontanegebäude II (oben), Doberaner Straße (unten)

Der Schulname Grüner Campus Malchow ist ein Ausdruck des besonderen Charakters und inhaltlichen Konzeptes der Schule. Alle Schüler sollen zu selbstständigem und verantwortungsvollem Denken und Handeln, sowie Toleranz, Hilfsbereitschaft und Umweltbewusstsein erzogen werden.
Das in Deutschland einzigartige Unterrichtsfach Umweltlehre ist eine der tragenden Säulen des Schulprogramms, welches Schülerinnen und Schüler sensibilisiert und den Umweltgedanken im gesamten Schulalltag fördert.
Das Schulprofil wird von drei Schwerpunkten geprägt:
1. Gemeinschaftsschule – der GCM ist eine Schule für alle.
2. Bildung und Erziehung für nachhaltige Entwicklung – der GCM ist eine Umweltschule.
3. Gesundheitserziehung – der GCM ist eine sportliche Schule.

## Wissenswertes
Der GCM ist eine Umweltschule mit dem Fach Umweltlehre im Unterrichtsplan. Auszeichnungen erhielt die Schule in Malchow schon viele und der Bauernhof war bereits mehrfach im Fernsehen zu sehen. Einzelne Tiere wie Katzen oder Schafe können frei auf dem Schulhof herumlaufen. Die Schüler können ein Tier adoptieren, um das sie sich dann kümmern müssen. Im Bestand gibt es einen öffentlichen Schafschurtag.
Der GCM erhält aktive Unterstützung durch den Verein Malchower Grashüpfer e. V. als freien Träger der Jugendhilfe.
Die Schule nimmt am Berliner Programm zur vertieften Berufsorientierung (BvBO) teil und bietet ihren Schülern eine Unterstützung bei der Berufsorientierung und Berufswahlentscheidung.
Der Grüne Campus Malchow erhielt 2024 den Berliner Naturschutzpreis für seine Pionierarbeit im Bereich Umweltbildung.